# 1. liga 1998-1999
L'edizione 1998-99 della 1. liga vide la vittoria finale dello Sparta Praga.
Capocannoniere del torneo fu Horst Siegl (Sparta Praga), con 18 reti.

## Avvenimenti
Dopo la terza giornata lo Sparta Praga sale al primo posto. Mantiene il primato solo per un paio di settimane: all'ottava giornata il Teplice supera lo Sparta Praga e rimane in vetta fino al tredicesimo turno, quando viene raggiunto nuovamente dai granata che riescono a gestire bene il vantaggio sulle inseguitrici e a vincere con due giornate d'anticipo il torneo.

## Classifica finale
|     | Classifica      | G  | V  | N  | P  | GF | GS | Pt |
| --- | --------------- | -- | -- | -- | -- | -- | -- | -- |
| 1.  | Sparta Praga    | 30 | 17 | 9  | 4  | 62 | 23 | 60 |
| 2.  | Teplice         | 30 | 16 | 7  | 7  | 55 | 30 | 55 |
| 3.  | Slavia Praga    | 30 | 15 | 10 | 5  | 51 | 31 | 55 |
| 4.  | Sigma Olomouc   | 30 | 12 | 11 | 7  | 42 | 34 | 47 |
| 5.  | Baník Ostrava   | 30 | 10 | 15 | 5  | 39 | 26 | 45 |
| 6.  | Chmel Blšany    | 30 | 12 | 6  | 12 | 48 | 44 | 42 |
| 7.  | Boby Brno       | 30 | 11 | 8  | 11 | 37 | 33 | 41 |
| 8.  | Hradec Králové  | 30 | 11 | 6  | 13 | 33 | 40 | 39 |
| 9.  | Slovan Liberec  | 30 | 9  | 11 | 10 | 33 | 34 | 38 |
| 10. | Viktoria Žižkov | 30 | 11 | 5  | 14 | 31 | 47 | 38 |
| 11. | Petra Drnovice  | 30 | 9  | 10 | 11 | 35 | 44 | 37 |
| 12. | Jablonec        | 30 | 9  | 8  | 13 | 37 | 46 | 35 |
| 13. | Dukla Příbram   | 30 | 8  | 9  | 13 | 28 | 41 | 33 |
| 14. | Opava           | 30 | 8  | 8  | 14 | 40 | 54 | 32 |
| 15. | Viktoria Plzeň  | 30 | 8  | 8  | 14 | 26 | 43 | 32 |
| 16. | Karviná         | 30 | 6  | 5  | 19 | 28 | 55 | 23 |

### Verdetti
- Sparta Praga Campione della Repubblica Ceca 1998-99.
- Viktoria Plzeň e Karviná retrocesse in Druhá liga.

## Statistiche e record

### Classifica marcatori
| Gol |  |  | Giocatore         | Squadra                       |
| --- |  |  | ----------------- | ----------------------------- |
| 18  |  |  | Horst Siegl       | Sparta Praga                  |
| 13  |  |  | Pavel Verbíř      | Teplice                       |
| 12  |  |  | Robert Vágner     | Slavia Praga                  |
| 11  |  |  | František Koubek  | Hradec Králové                |
| 11  |  |  | Vratislav Lokvenc | Sparta Praga                  |
| 11  |  |  | Vítězslav Tuma    | Petra Drnovice                |
| 10  |  |  | Luděk Zelenka     | Viktoria Žižkov/ Slavia Praga |

### Capoliste solitarie
- Dalla 3ª alla 5ª giornata:  Sparta Praga
- Dalla 8ª alla 13ª giornata:  Teplice
- Dalla 16ª alla 30ª giornata:  Sparta Praga

### Record
- Maggior numero di vittorie:  Sparta Praga (17)
- Minor numero di sconfitte:  Sparta Praga (4)
- Migliore attacco:  Sparta Praga (62 gol fatti)
- Miglior difesa:  Sparta Praga (23 gol subiti)
- Miglior differenza reti:  Sparta Praga (+39)
- Maggior numero di pareggi:  Baník Ostrava (15)
- Minor numero di pareggi:  Viktoria Žižkov e  Karviná (5)
- Minor numero di vittorie:  Karviná (6)
- Maggior numero di sconfitte:  Karviná (19)
- Peggiore attacco:  Viktoria Plzeň (26 gol fatti)
- Peggior difesa:  Karviná (55 gol subiti)
- Peggior differenza reti:  Viktoria Žižkov (-27)